# Bermudas nos Jogos Olímpicos de Inverno de 1998
As Bermudas participaram dos Jogos Olímpicos de Inverno de 1998, realizados na cidade de Nagano, Japão, representadas por um único atleta.

## Desempenho

### Luge
Masculino
| Atleta            | Evento     | Final      | Final      | Final      | Final      | Final    | Final |
| Atleta            | Evento     | 1ª corrida | 2ª corrida | 3ª corrida | 4ª corrida | Total    | Pos.  |
| ----------------- | ---------- | ---------- | ---------- | ---------- | ---------- | -------- | ----- |
| Patrick Singleton | Individual | 51.434     | 51.579     | 51.839     | 52.243     | 3:27.095 | 27º   |